# Mauger de Hauteville
Mauger de Hauteville (Malgerius, Maugerio, n. 1030, Ducatul Normandiei⁠(d), Franța – d. septembrie 1064, Italia) a fost unul dintre fiii mai tineri ai lui Tancred de Hauteville cu cea de a doua sa soție, Fressenda. El s-a stabilit în sudul Italiei, deplasându-se acolo odată cu fratele său Guillaume și cu fratele său (după tată) Geoffroi în jurul anului 1053, deși unele surse indică sosirea sa ceva mai târziu, în jur de 1056.
Mauger s-a făcut curând remarcat și a fost învestit cu comitatul de Capitanate la puțină vreme după sosirea în regiune (fie în 1053, fie în 1057) de către Umfredo de Hauteville, fratele său vitreg mai mare, devenit conte de Apulia, însă Mauger nu a supraviețuit multă vreme după aceea. Potrivit cronicii lui Goffredo Malaterra, el ar fi murit în 1054, însă alți cronicari consideră anul morții sale ca fiind 1057 sau chiar 1060, după ce l-ar fi sprijinit pe fratele său mai mare Robert Guiscard, succesorul lui Umfredo în poziția de conte de Apulia, într-o expediție împotriva noii armate a împăratului bizantin Constantin al X-lea Ducas, trimise să recupereze Longobardia de la normanzi. Oricând ar fi murit Mauger, fieful său a trecut în stăpânirea lui Guillaume "al Principatului", care la rândul său l-a oferit lui Geoffroi de Hauteville, în baza afecțiunii fraterne, conform descrierii lui Malaterra.